# Fluoren
Fluorenul este o hidrocarbură aromatică policiclică. Acest compus formează cristale care prezintă un miros aromatic, asemănător celui de naftalină. Poate fi folosit pe post de combustibil. Sub lumină fluorescentă, are o culoare violet-albăstruie , de unde vine și denumirea sa. Este insolubil în apă, dar este solubil în benzen și eter. Este izomer cu fenalenul și are caracter aromatic.

## Obținere
În scopuri comerciale, poate fi obținut prin distilări ale gudronelor de cărbune de pământ (în acest caz de antracen). Se obține prin încălzirea la temperaturi înalte a difenilmetanului.